# Jan Kumider
Jan Kumider (ur. 10 października 1930 w Zabłociu, zm. 7 stycznia 2013 w Poznaniu) – polski towaroznawca, profesor nauk ekonomicznych, doktor habilitowany nauk chemicznych. Nauczyciel akademicki Akademii Ekonomicznej w Poznaniu.

## Życiorys
W 1952 roku zdał maturę w Liceum Handlowym w Kole. W 1958 roku ukończył studia na Wydziale Towaroznawstwa Wyższej Szkoły Ekonomicznej w Poznaniu. Stopień doktora nauk chemicznych uzyskał na Uniwersytecie im. Adama Mickiewicza w Poznaniu, gdzie habilitował się w 1979 roku. W 1963 roku był stypendystą Akademii Nauk ZSRR, w 1973 roku Fińskiej Akademii Nauk oraz Politechniki w Helsinkach. W 1997 roku nadano mu tytuł profesora nauk ekonomicznych. 
Pracował na stanowisku dyrektora w Instytucie Fermentacyjnym i Mleczarskim w Warszawie, a od 1987 roku był nauczycielem akademickim Akademii Ekonomicznej w Poznaniu, gdzie pełnił m.in. funkcję kierownika katedry oraz prodziekana Wydziału Towaroznawstwa. Pełnił także funkcję wicedyrektora Instytutu Towaroznawstwa.
Był członkiem Stowarzyszenia Naukowo–Technicznego Inżynierów i Techników Przemysłu Spożywczego, Polskiego Towarzystwo Towaroznawczego, Polskiego Komitetu Normalizacyjnego oraz Rady Programowej czasopisma „Przemysł Fermentacyjny i Owocowo–Warzywny”. Był honorowym członkiem Polskiego Towarzystwa Towaroznawczego.
Był autorem 41 prac naukowych i zdobywcą 11 patentów.

## Odznaczenia
- Krzyż Kawalerski Orderu Odrodzenia Polski[1]
- Złoty Krzyż Zasługi[1]
- Medal Komisji Edukacji Narodowej[1]